# SN 2005ee
SN 2005ee – supernowa typu II odkryta 25 sierpnia 2005 roku w galaktyce PGC0073054. W momencie odkrycia miała maksymalną jasność 16,00m.